# Комон (Жерс)
Комон (фр. Caumont) насеље је и општина у јужној Француској у региону Миди Пирене, у департману Жерс која припада префектури Миранд.
По подацима из 2011. године у општини је живело 122 становника, а густина насељености је износила 17,06 становника/km². Општина се простире на површини од 7,15 km². Налази се на средњој надморској висини од 181 метар (максималној 193 m, а минималној 98 m).

## Демографија
| 1962. | 1968. | 1975. | 1982. | 1990. | 1999. | 2011. |
| ----- | ----- | ----- | ----- | ----- | ----- | ----- |
| 112   | 128   | 98    | 108   | 102   | 103   | 122   |

График промене броја становника у току последњих година